# Теректы (Алакольский район)
Теректы (каз. Теректі, до 199? г. — Осиновка) — село в Алакольском районе Жетысуской области Казахстана. Административный центр Теректинского сельского округа. Находится примерно в 42 км к юго-западу от центра города Ушарал. Код КАТО — 193469100.

## Население
В 1999 году население села составляло 2382 человека (1194 мужчины и 1188 женщин). По данным переписи 2009 года, в селе проживало 2100 человек (1063 мужчины и 1037 женщин).